# Macabuna poae-sudeticae
Macabuna poae-sudeticae är en svampart som först beskrevs av Westend., och fick sitt nu gällande namn av Buriticá 1996. Macabuna poae-sudeticae ingår i släktet Macabuna och familjen Phakopsoraceae.   Inga underarter finns listade i Catalogue of Life.